# Puentes Viejas
Puentes Viejas è un comune spagnolo di 406 abitanti situato nella comunità autonoma di Madrid.